# Бура 1-а
Бура́ 1-а (рос. Бура 1-я) — село у складі Калганського району Забайкальського краю, Росія. Входить до складу Буринського сільського поселення.

## Історія
Село Бура 1-а утворено 2013 року шляхом виділення зі складу села Бура.